# Gefopt!
Gefopt! is een televisieprogramma van de Nederlandse Nickelodeon, gepresenteerd door Patrick Martens.
In het programma worden verborgencameragrappen getoond, voorzien van commentaar en geluidseffecten. De grappen zijn niet zelf bedacht en uitgevoerd door Nickelodeon, maar vooral van internet gehaald, of van de Amerikaanse zender ABC gekocht. Het programma is voor de jeugd.